# Hotel Friedrich Hubmann

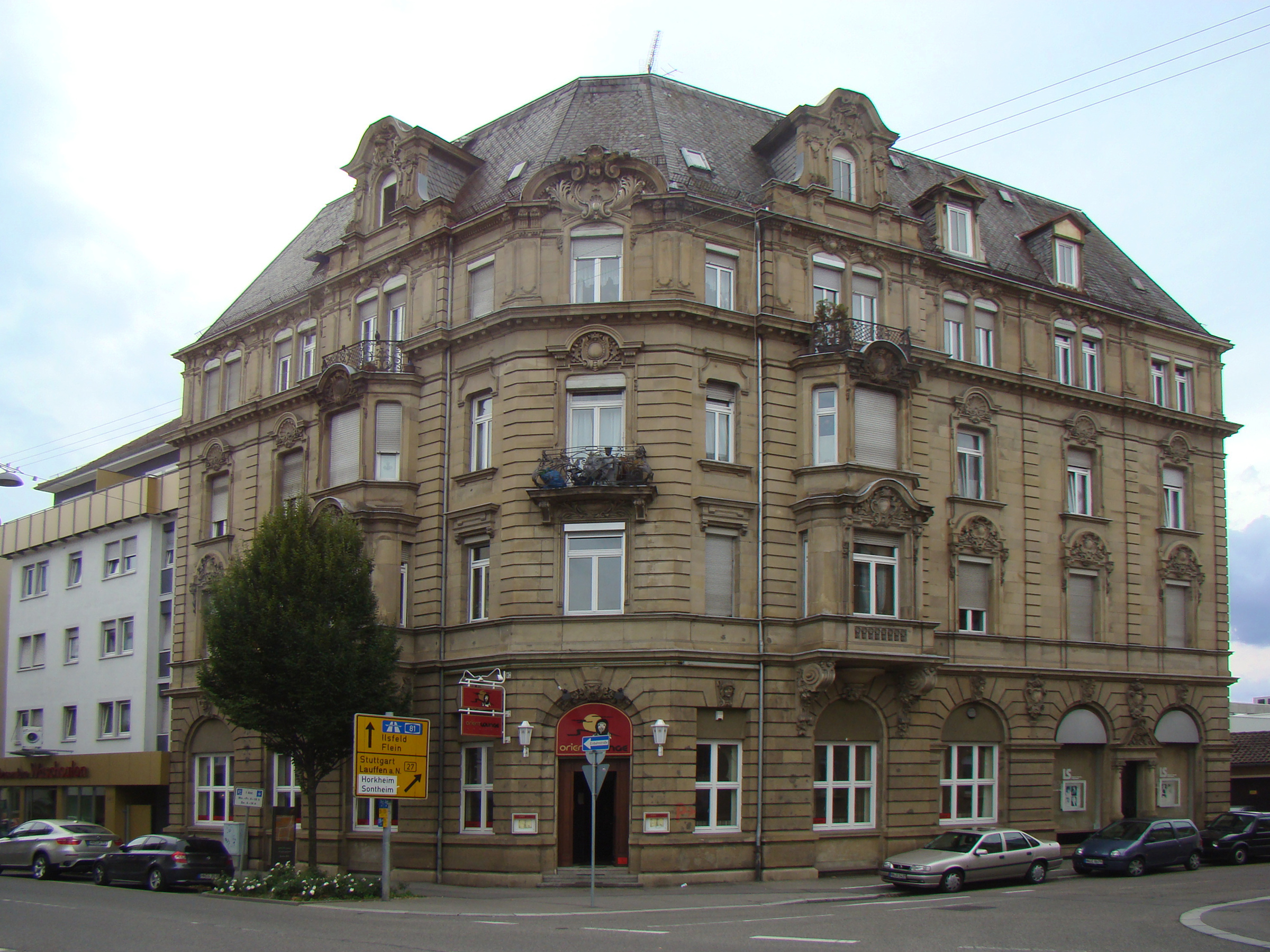
Hotel Friedrich Hubmann, Wilhelmstraße 58 in Heilbronn

Das Hotel Friedrich Hubmann ist ein ehemaliges Hotel in der Wilhelmstraße 58 in Heilbronn. Das Gebäude steht unter Denkmalschutz.

## Geschichte

Treppe im Hotel Hubmann, entworfen und ausgeführt von Fa. August Stotz und Söhne, Heilbronn (Foto von 1910)

Der mehrstöckige Bau wurde 1898 als Hotel in der Wilhelmstraße 58 nach Plänen von August Dederer für den Schreinermeister Friedrich Hubmann erbaut, der bereits 1894 unweit in der Uhlandstraße das Haus Hubmann errichten lassen hatte. Das Erdgeschoss bot Platz für Restaurant, Café, Buffet und Billardsalon sowie die Eingangshalle des Hotels. In den Obergeschossen waren jeweils zwölf Hotelzimmer mit Bädern untergebracht. Die Treppe im Gebäude gestaltete der Kunstschmied August Stotz.
In den frühen 1930er Jahren befand sich in dem Gebäude das Kaffee-Restaurant Viktoria von Heinrich und Emilie Hiller. Das Gebäude war damals im Besitz der Vereinsdruckerei (die das SPD-nahe Neckar-Echo herausgab), wurde dann von den Nationalsozialisten enteignet und ab 1934 von einem anderen Wirt weitergeführt. 1950 befand sich das Gebäude noch im Besitz der Vereinsdruckerei. Im Erdgeschoss und im ersten Stock betrieb darin Ernst Esch die Gaststätte Zum Palmbräu, außerdem waren viele Wohnungen vermietet. 1956 wurde das Haus umgebaut. 1961 gehörte es der Pensionskasse der Deutschen Konsumgenossenschaft. Die Gaststätte Palmbräu wurde inzwischen von Klemens Rau geführt.
Das Gebäude gehört zu den am längsten durchweg gastronomisch genutzten Gebäuden in der Wilhelmstraße. Vor allem in den 1970er und 1980er Jahren, als am nahen Rathenauplatz auch das Rotlichtviertel der Stadt war, gab es in den Nachbargebäuden (z. B. Nr. 66 und Nr. 68) auch zahlreiche Bars und Kneipen, die vor allem von der Klientel des Rotlichtviertels und den Soldaten der wenig südlich davon gelegenen amerikanischen Kasernen frequentiert wurden. Nach 1961 wurde das Erdgeschoss des Gebäudes nacheinander von verschiedenen Gaststätten genutzt, während die Obergeschosse weiterhin Wohnzwecken dienen.

## Beschreibung
Das Äußere des Gebäudes ist in der Formensprache der Neorenaissance gestaltet. Es besitzt zwei Eckerker, die Balkone tragen und durch Zwerchhäuser hervorgehoben werden. An der Eckabschrägung des Bauwerks befinden sich ein weiterer Balkon und eine Wappenkartusche. Die Giebelfelder der Fenster sowie die Volutenkonsolen und die Keilsteine im Erdgeschoss weisen figürliche Steinmetzarbeiten auf, die Balkone kunstgeschmiedete Geländer.

Relief-Gesichter
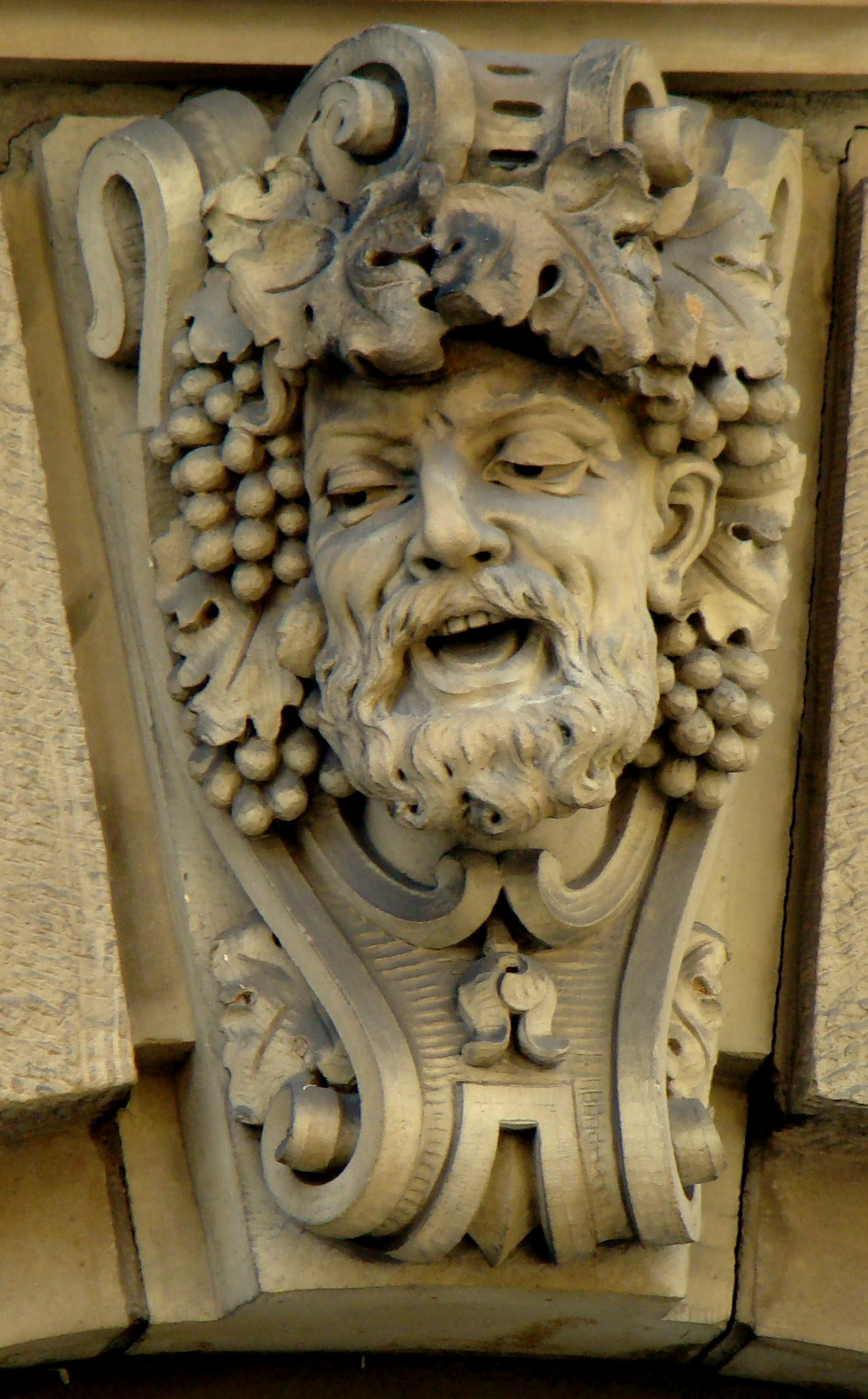
Bärtiges Gesicht mit Weintrauben und Weinlaub.
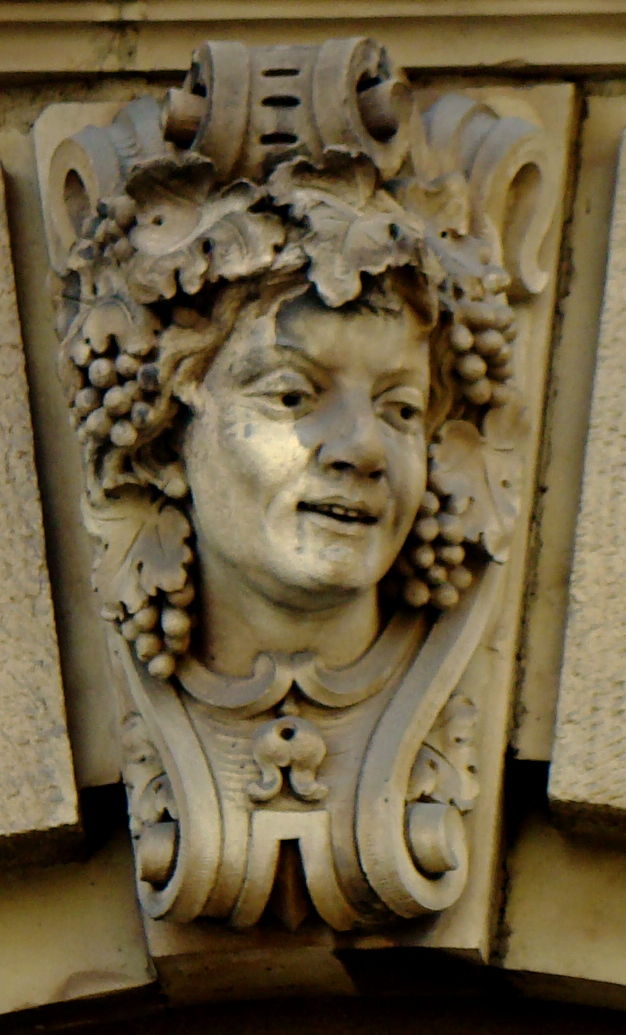
Gesicht mit Weintrauben und Weinlaub.
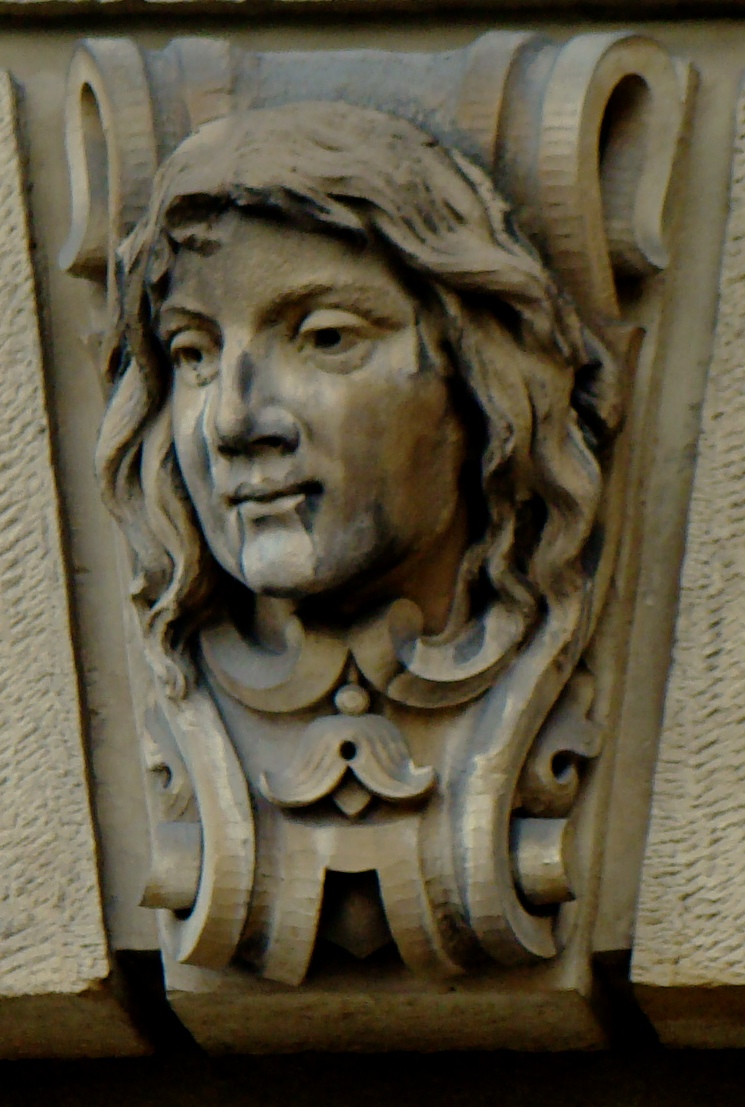
Gesicht mit langen Haaren
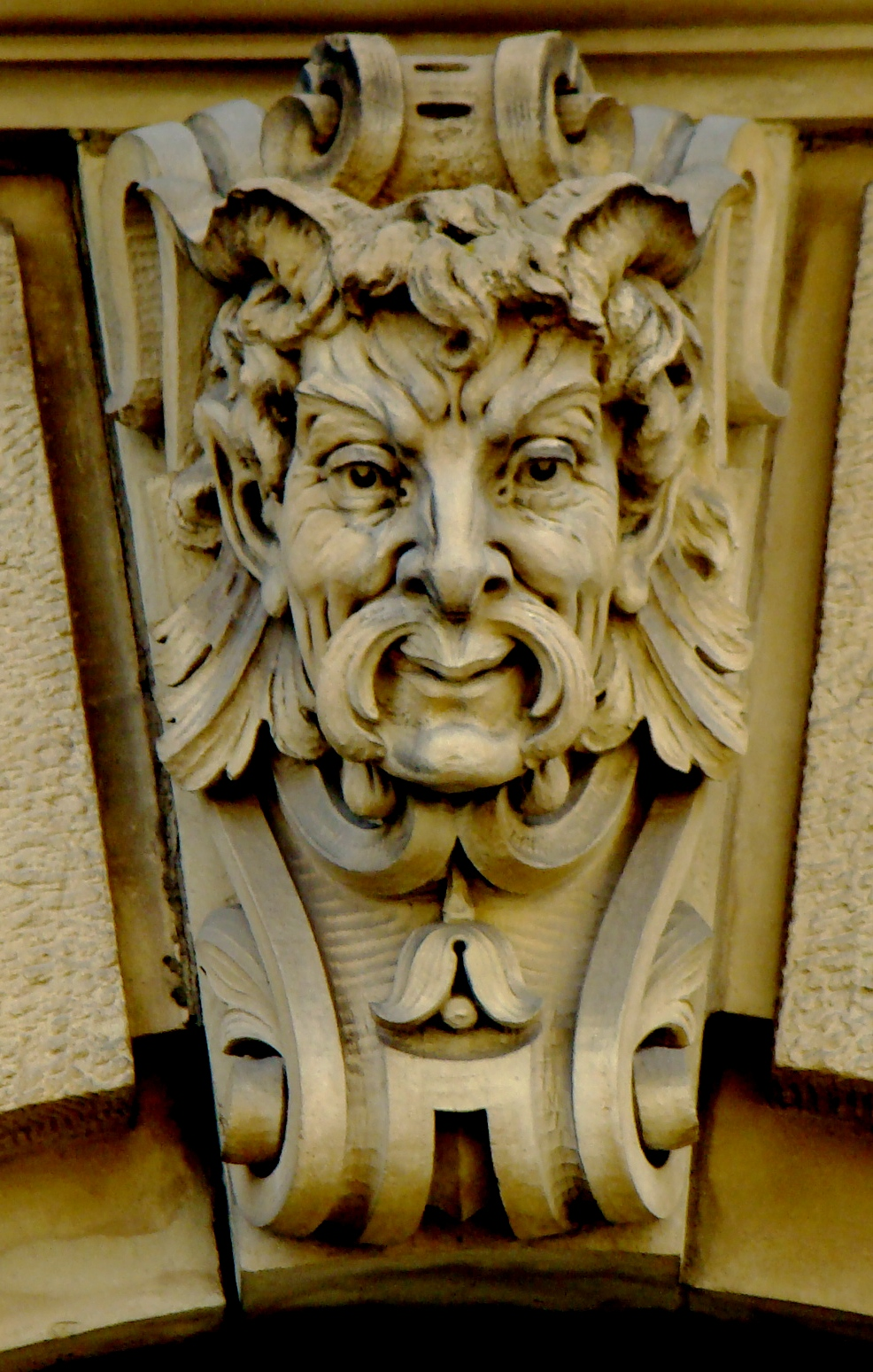
Gesicht mit Schnurrbart und Hörnern